# Akihiko Takeshige
Akihiko Takeshige (født 21. august 1987) er en japansk fodboldspiller, som spiller for den japanske fodboldklub Yokohama FC.